# Яковлев, Пётр Петрович
Пётр Петрович Яковлев (1852 — ?) — генерал от инфантерии русской императорской армии, участник Первой мировой войны.

## Биография
Родился 21 ноября (3 декабря) 1852 года в семье потомственных дворян Московской губернии. Окончил Межевой корпус. В службу вступил в 1869 году, поступив в 3-е военное Александровское училище, которое окончил в 1871 году; был выпущен прапорщиком в 1-ю артиллерийскую бригаду. Подпоручик (1872), поручик (1873), штабс-капитан (1876), капитан (1878). В 1881 году окончил Николаевскую академию Генерального штаба.
Был старшим адъютантом штаба 2-й кавалерийской дивизии в 1881—1882 годах. Затем состоял для поручений при штабе 2-го армейского корпуса (май — июль 1882) и при штабе войск Киевского военного округа (1882—1883). Подполковник с 1882 года. Столоначальник Главного Штаба в 1883—1884 гг. В 1884—1886 годах состоял для поручений при штабе Московского военного округа. Цензовое командование батальоном отбывал в 12-м гренадерском Астраханском полку (1885—1886). Полковник с 1886 года. Старший адъютант штаба Московского военного округа (1886—1888). Начальник штаба 18-й пехотной дивизии (1888—1892), затем 35-й пехотной дивизии (1892—1896). Командир 7-го гренадерского Самогитского полка (1895—1898). Начальник штаба 17-го армейского корпуса (1898—1901). Был произведён в генерал-майоры 14 июня 1898 года.
Начальник Московского военного училища в 1901—1903 годах и Александровского военного училища в 1903—1905 годах. Генерал-лейтенант (1904). Начальник 3-й гренадерской дивизии (1905—1909). 15 апреля 1909 назначен командиром 17-го армейского корпуса. Генерал от инфантерии (1910). Первую мировую войну начал во главе корпуса в составе 5-й армии Юго-Западного фронта. В августе 1914 во время Галицийской битвы принял командование южной группой корпусов 5-й армии (5-й и 17-й). Затем в составе 9-й армии его корпус отличился в боях под Новым Корчином 10—15 декабря 1914 года.
Во время Брусиловского прорыва отличился под Сопановым и Бродами (1916), затем в Карпатах. За прорыв фронта противника под Сопановым, где корпус 22 мая — 3 июня 1916 взял в плен 242 офицера и 11 440 нижних чинов, был награждён орденом Св. Георгия 4-го класса (04.08.1916). После Февральской революции, 2 апреля 1917 года был отстранён от должности и зачислен в резерв чинов при штабе Киевского военного округа, а 14 июля 1917 года уволен от службы по болезни с мундиром и пенсией.

## Награды
- орден Святого Станислава 3-й ст. (1876)
- орден Святой Анны 3-й ст. (1884)
- орден Святого Станислава 2-й ст. (1890)
- орден Святой Анны 2-й ст. (1893)
- орден Святого Владимира 3-й ст. (1901)
- орден Святого Станислава 1-й ст. (1906)
- орден Святой Анны 1-й ст. (1911; 05.02.1912)
- орден Святого Владимира 2-й ст. с мечами (09.04.1915)
- орден Святого Георгия 4-го класса (04.08.1916)
- орден Белого Орла с мечами (25.09.1916)
- мечи к ордену Святой Анны 1-й ст. (01.01.1917)